# Champigneul-sur-Vence

Champigneul-sur-Vence este o comună în departamentul Ardennes din nordul Franței. În 1 ianuarie 2022 avea o populație de 121 de locuitori.